# Real Giulianova
Real Giulianova Ssd a rl là một câu lạc bộ bóng đá Ý có trụ sở tại Giulianova, thuộc tỉnh Teramo, vùng Abruzzo. Real Giulianova là một câu lạc bộ thay thế của Giulianova và Città di Giulianova, sau khi Real Giulianova được chuyển đến và đổi tên từ Castellalto vào năm 2016.Câu lạc bộ hiện đang chơi ở Serie D.

## Lịch sử

logo của ASD Castellalto

Câu lạc bộ được biết đến như ASD castellalto, có trụ sở tại đô thị castellalto, thuộc Teramo  cho đến năm 2016.
Trong năm 2016, sau khi sự tan rã của ASD Città di Giulianova 1924 (Città di Giulianova), đội là một câu lạc bộ thay thế của Giulianova Calcio (Giulianova), castellalto được chuyển đến Giulianova, một đô thị cũng từ tỉnh đó. Câu lạc bộ cũng đổi tên thành ASD Real Giulianova. Câu lạc bộ cũng thay đổi màu sắc của nó thành màu truyền thống của Giulianova Calcio, vàng và đỏ.
Trong mùa giải trước với tên Castellalto, câu lạc bộ đã hoàn thành vị trí thư 10 tại 2015-16 Promozione Abruzzo nhóm A, trong khi Calcio Giulianova, một câu lạc bộ thay thế của Giulianova Calcio, ở vị trí thứ hai của cùng một bảng; Città di Giulianova xuống hạng từ Serie D mùa đó.
Câu lạc bộ đã tham gia mùa 2016-17 Promozione Abruzzo, giành chiến thắng và thăng hạng 2017-18 Eccellenza Abruzzo năm 2017. Câu lạc bộ đã được thăng hạng lên mùa giải 2018-19 Serie D năm 2018. Đội đã được tham gia bảng F. Câu lạc bộ cũng được thành lập lại dưới dạng società sportiva Dilettantisticha một hình thức pháp lý responsabilitàrictata vào khoảng năm đó.

## Danh hiệu
- Eccellenza Abruzzo 
  - Vô địch: 2017-18